# Кушва (административно-территориальная единица)
Административно-территориальная единица город Кушва — административно-территориальная единица Свердловской области Российской Федерации со статусом, соответствующим категории города областного подчинения. Административный центр — город Кушва.
С точки зрения муниципального устройства на территории АТЕ город Кушва образованы два городских округа: Кушвинский и Верхняя Тура.

## География
С городом Кушвой как административно-территориальной единицей граничат:
- на севере города Качканар и Нижнетуринск, а также ЗАТО город Лесной;
- на северо-востоке город Красноуральск;
- на юго-востоке Пригородный район;
- на юго-западе город Нижний Тагил.

На северо-западе город Кушва граничит с Пермским краем.

## История

### Кушвинский городской совет
15 марта 1956 года город Кушва был отнесён к категории городов областного подчинения, Кушвинский район упразднён.
6 апреля 1956 года пос. Межевая Утка 1, Межевая Утка 2 и Северный были перечислены из состава Серебрянского сельсовета Кушвы в пригородную зону Ленинского района города Нижнего Тагила.
1 марта 1961 года на территории Ослянского сельсовета были переименованы: д. Грязнуха — в д. Крутую; д. Бабенки — в д. Заречную; д. Копчик — в д. Луговую.
1 апреля 1963 года горсовет Кушвы был подчинён Свердловскому областному (промышленному) совету депутатов трудящихся, Кушвинскому горсовету были переданы в подчинение Арбатский и Баранчинский поссоветы и Азиатский и Кедровский сельсоветы, а также горсовет Верхней Туры.
9 января 1969 года был упразднён рп Арбат (Арбатский).
11 октября 1972 года был исключён из учётных данных как прекративший существование пос. Сылва Кедровского сельсовета.
30 декабря 1976 года были исключены из учётных данных как прекратившие существование д. Талица Боровского сельсовета и пос. Горный и Мирный Кедровского сельсовета.
9 февраля 1977 года были уточнены как правильные наименования: пос. Валуевский (вместо варианта пос. Валуевский Рудник) Кушвинского горсовета, пос. Чекмень (вместо варианта пос. Чекмень(Вагановка)) Азиатского сельсовета, д. Верхняя Баранча (вместо варианта пос. Верхняя Баранча) Кедровского сельсовета.
23 февраля 1977 года в черту рп Баранчинский был включён слившийся с ним пос. при ж.д. ст. Баранчинской в пригородной зоне Кушвы.
28 января 1982 года было составлено описание городской черты Кушвы.
8 июля 1985 года были переименованы посёлки Кушвинского горсовета:
- Баранчинский Дом отдыха — в Софьянку,
- пос. Валуевский Рудник — в Валуевский.

### Муниципальные образования
К 1996 году были образованы муниципальные образования город Кушва и город Верхняя Тура. 10 ноября 1996 года муниципальные образования были включены в областной реестр.
С 31 декабря 2004 года муниципальные образования город Кушва и город Верхняя Тура были наделены статусом городского округа. Рабочий посёлок Баранчинский был отнесён к категории населённых пунктов сельского типа — посёлок.
С 1 января 2006 года были утверждены наименования Кушвинский городской округ и, соответственно, городской округ Верхняя Тура (без обозначения город).

## Населённые пункты, административно-территориальное устройство
В город Кушву как административно-территориальную единицу входят 14 населённых пунктов: 2 города, все остальные сельские. До 1 октября 2017 года сельские населённые пункты делились на 3 сельсовета и непосредственно входящие в город Кушву, 1 сельский населённый пункт выделялся в подчинении Верхней Туры.

### Административно-территориальное устройство до 1.10.2017
| №        | ТЕ / АТЕ           | Состав                                                                | ГО           |
| -------- | ------------------ | --------------------------------------------------------------------- | ------------ |
| 1        | город Верхняя Тура | Верхняя Тура, посёлок Каменка-Геолог                                  | Верхняя Тура |
| 2        | город Кушва        | Кушва                                                                 | Кушвинский   |
| 3        | с.н.п.             | посёлки Баранчинский, Валуевский, Орулиха, Софьянка, деревня Молочная | Кушвинский   |
| 3.000001 | сельсоветы         |                                                                       |              |
| 4        | Азиатский          | посёлки Азиатская, Хребет-Уральский, Чекмень                          | Кушвинский   |
| 5        | Боровской          | деревни Боровая, Мостовая                                             | Кушвинский   |
| 6        | Кедровский         | деревня Кедровка, посёлок Верхняя Баранча                             | Кушвинский   |

### Населённые пункты
| №  | Населённый пункт | Тип               | Население | Заголовок5   |
| -- | ---------------- | ----------------- | --------- | ------------ |
| 1  | Азиатская        | посёлок           | ↘859      | Кушвинский   |
| 2  | Баранчинский     | посёлок           | ↘8701     | Кушвинский   |
| 3  | Боровая          | деревня           | ↘41       | Кушвинский   |
| 4  | Валуевский       | посёлок           | ↘4        | Кушвинский   |
| 5  | Верхняя Баранча  | посёлок           | ↘75       | Кушвинский   |
| 6  | Верхняя Тура     | город             | ↘8465     | Верхняя Тура |
| 7  | Кедровка         | деревня           | ↘25       | Кушвинский   |
| 8  | Кушва            | город, адм. центр | ↘26 891   | Кушвинский   |
| 9  | Молочная         | деревня           | ↘4        | Кушвинский   |
| 10 | Мостовая         | деревня           | ↘71       | Кушвинский   |
| 11 | Орулиха          | посёлок           | ↘60       | Кушвинский   |
| 12 | Софьянка         | посёлок           | ↘0        | Кушвинский   |
| 13 | Хребет-Уральский | посёлок           | ↘21       | Кушвинский   |
| 14 | Чекмень          | посёлок           | ↗8        | Кушвинский   |

12 октября 2004 года рабочий посёлок Баранчинский отнесён к категории населённых пунктов сельского типа — посёлок.
Исторически выделялся Баранчинский поссовет: рабочий посёлок Баранчинский, посёлки Орулиха, Софьянка.

### Упразднённые населённые пункты
В 2019 году посёлок Каменка-Геолог, входивший в городской округ Верхнюю Туру и подчинённый городу на уровне административно-территориального устройства, был включён в черту города.
В ОКТМО, Уставе городского округа Верхней Туры и документах, касающихся административно-территориального и муниципального устройства, не значился, но был учтён при переписи 2010 года.